# Trnávka (district de Nový Jičín)
Pour les articles homonymes, voir Trnávka.
Trnávka (en allemand : Trnawka) est une commune du district de Nový Jičín, dans la région de Moravie-Silésie, en République tchèque. Sa population s'élevait à 752 habitants en 2021.

## Géographie
Trnávka se trouve à 10 km au nord-nord-est de Kopřivnice, à 16 km au nord-est de Nový Jičín, à 16 km au sud-sud-ouest d'Ostrava et à 272 km à l'est-sud-est de Prague.
La commune est limitée par Petřvald et Stará Ves nad Ondřejnicí au nord, par Brušperk et Fryčovice à l'est, par Kateřinice au sud, et par Skotnice et Mošnov à l'ouest.

## Histoire
La première mention écrite de la localité date de 1307.

## Transports
Par la route, Trnávka se trouve à 16 km de Frýdek-Místek, à 21 km de Nový Jičín, à 24 km d'Ostrava et à 346 km de Prague.